# Războiul de eliberare națională a Iugoslaviei
Războiul de eliberare națională a Iugoslaviei  (în limbile croată/sârbă: Narodnooslobodilački rat/Народноослободилачки рат, slovenă: Narodnoosvobodilni boj  ori Narodnoosvobodilna borba) a fost purtat în Iugoslavia în timpul celui de-al doilea război mondial (1941 - 1945) între rezistența iugoslavă – în principal partizanii iugoslavi – și puterile Axei. Rezistența iugoslavă  a fost inițial divizată în două armate de guerilă: cea sub conducerea comuniștilor (partizanii iugoslavi) și cea a regaliștilor (cetnicii, cunoscuți în mod oficial ca Armata iugoslavă a Patriei). Cele două mișcări de rezistență s-au aflat într-un conflict direct pe toată durata războiului, ceea ce a făcut ca cetnicii să colaboreze din ce în ce mai mult cu forțele Axei, fapt ce a dus în cele din urmă la pierderea sprijinului politic și millitar din partea Aliaților occidentali. După o scurtă perioadă de cooperare, cele două facțiuni au început să se lupte între ele. Treptat, cetnicii au ajuns să lupte în principal doar cu partizanii procomuniști neglijând lupta cu forțele de ocupație. Mai mult, cetnicii au început să coopereze cu forțele de ocupație în încercarea de distrugere a forțelor lui Tito. Cetnicii au primit treptat ajutoare logistice tot mai substanțiale, în special din partea Italiei Fasciste.

## Invazia

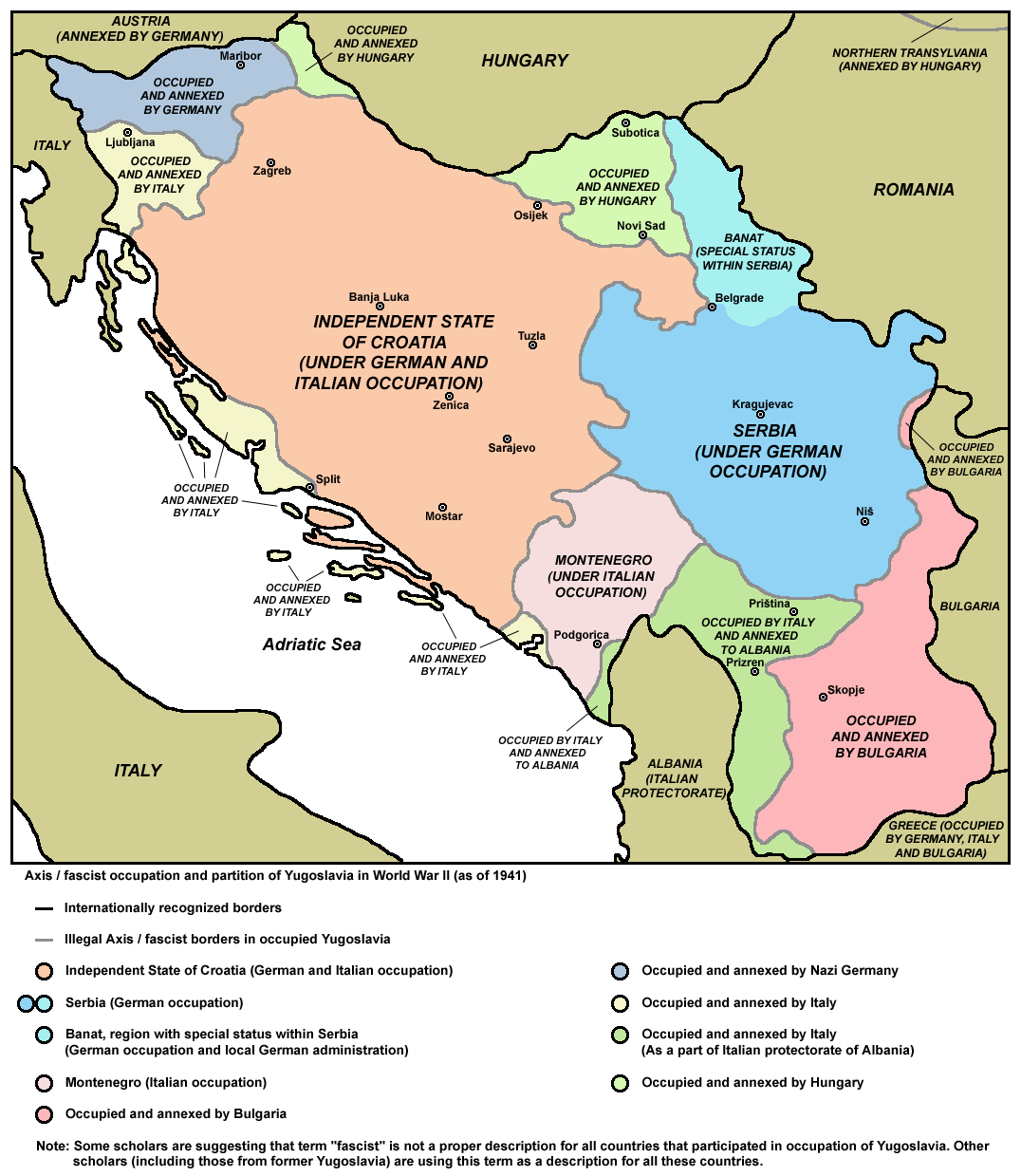

Pe 6 aprilie 1941, Regatul Iugoslaviei a fost atacat din toate direcțiile de forțele Axei. A fost vorba în principal de forțele Germaniei Naziste, cărora li s-au adăugat unități italiene, maghiare și bulgare. În timpul invaziei, Belgadul a fost intens bombardat de Luftwaffe. Luptele au durat mai puțin de două săptămâni, fiind încheiate de capitularea Armatei Regale Iugoslave de pe 17 aprilie. În afară de faptul că era incomparabil mai slab echipată decât armata germană (Wehrmacht), armata iugoslavă a încercat să apere toate frontierele naționale cu puținele resurse de care dispunea. Mai trebuie amintit că mai multe divizii din cadrul armatei iugoslave au refuzat pur și simplu să lupte, soldații lor întâmpinându-i pe germani ca pe eliberatori de sub opresiunea sârbilor.
Condițiile capitulării au fost extrem de severe, Axa dezmembrând Iugoslavia. Germania a anexat nordul Sloveniei, a ocupat militar cea mai mare parte a Serbiei, creând un regim care guverna statul marionetă Sârb, un al doilea stat marionetă Statul Independent al Croației, care cuprindea cea mai mare parte a Croației din zilele noastre și toată Bosnia și Herțegovina. Italia mussoliniană a ocupat restul Sloveniei, Kosovo și o bună parte a coastei Dalmației și toate insulele Mării Adriatice. Italia a obținut controlul asupra noului creat stat marionetă muntenegrean și titlul de „rege pentru al Croației” pentru monarhul italian. Ungaria fascistă a trimis Armata a III-a ungară în Voivodina din nordul Serbiei, iar mai apoi a anexat mai multe regiuni din Osijek-Baranja (Croația), Bacika (Serbia), Međimurje și Prekmurje (Slovenia). Bulgaria fascistă a anexat aproape întreg teritoriul a ceea ce este azi Republica Macedonia.
După capitularea Italiei din 1943, toate teritoriile controlate de această au trecut sub controlul german sau ustaș. Acese teritorii au inclus Kosovo, Albania, Muntenegru și cea mai mare parte a Dalmației. (Toate aceste schimbări teritoriale, ca și disoluția Iugoslaviei înseși nu au fost recunoscute de niciunul dintre Aliați, nu sunt recunscute ca având o bază legală de niciunul dintre statele din ziua de azi sau de ONU).

## Rezistența iugoslavă

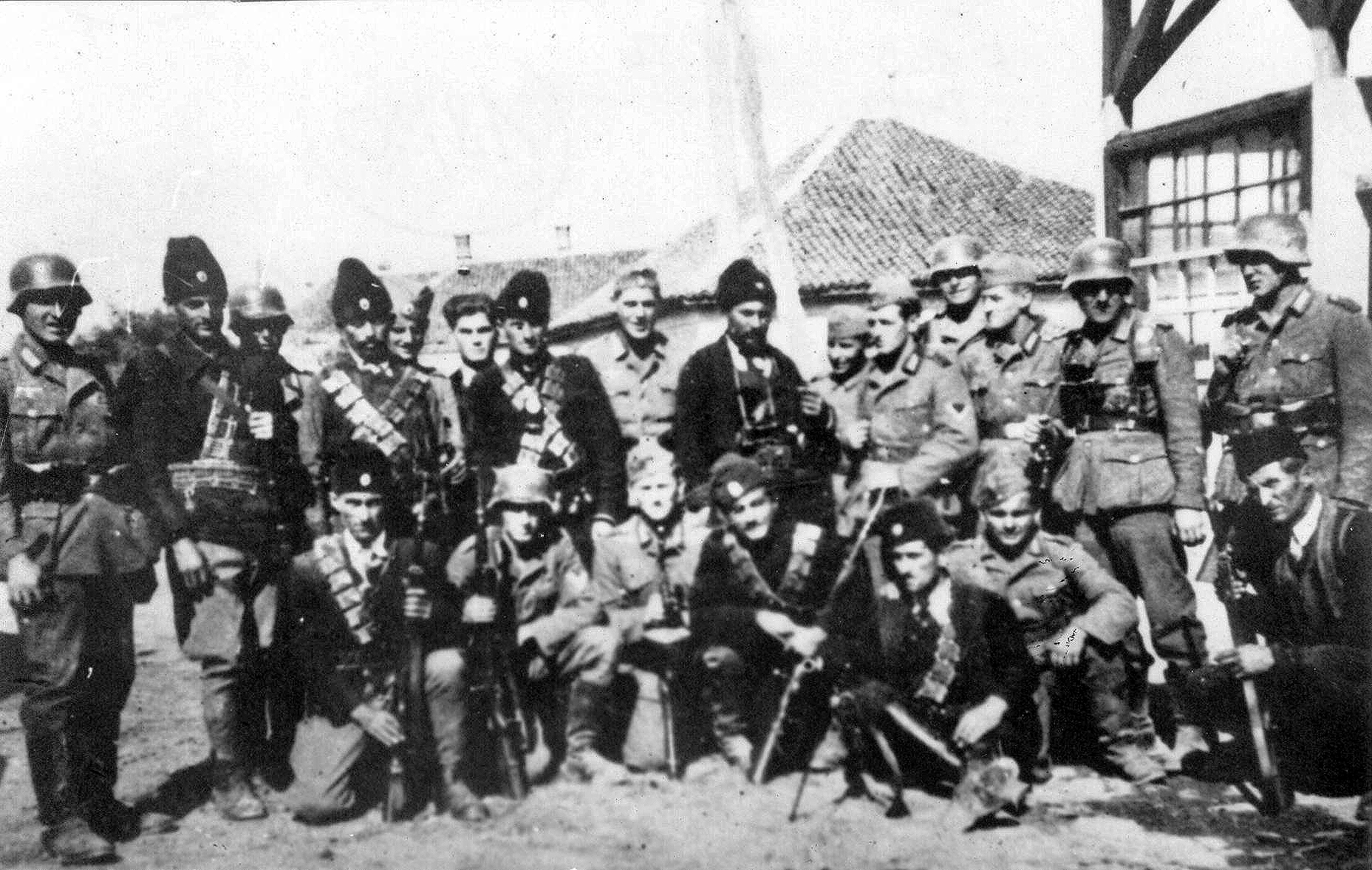
Cetnici surprinși într-o fotografie alături de soldații germani ai forțelor de ocupație

Încă de la început, forțele de rezistență au fost formate din două facțiuni: una condusă de comuniști – partizanii iugoslavi – și a doua a regaliștilor naționaliști – mișcarea cetnicilor. Partizanii iugoslavi procomuniști au beneficiat de recunoașterea tuturor Aliaților doar după Conferința de la Teheran din 1943, după ce gradul de colaborare a cetnicilor cu ocupantul german a crescut treptat.
Partizanii iugoslavi („Armata Populară de Eliberare și Detașamentele de Partizani din Iugoslavia”, NOV i POJ), aflate sub comanda lui Josip Broz Tito, au luptat în principal împotriva ocupanților germani, italieni, bulgari, ungari și a forțelor colobaraționiștilor. Forțele partizanilor s-au format pe scheletul asigurat de cadrele care căpătaseră experiență militară în timpul războiului civil din Spania. Partizanii erau ghidați de ideologia comunistă, nu puneau accent pe naționalism, reușind astfel să cucerească sprijinul tuturor naționalităților iugoslave și, în cele din urmă, recunoșterea din partea tuturor guvernelor aliate și a guvernului în exil iugoslav ca singura forță legitimă de eliberare a țării. Efectivele și forța partizanilor iugoslavi au crescut treptat până la 800.000 de luptători organizați în patru armate – cea mai mare mișcare de rezistență din Europa ocupată. În cele din urmă, parizanii procomuniști au căpătat un statut privilegiat în fața oricăror oponenți politici ai lor, devenind armata oficială a noului stat „Iugoslavia Democrată Federală” – viitoarea RSF Iugoslavă.
Armata Iugoslavă a Patriei (JVUO – cetnicii), sub comanda generalului  Draža Mihailović, a fost constitută la început din resturile Armatei Regale Iugoslave. Cetnicii au început să se organizeze imediat după capitularea guvernului de la Belgrad de pe 17 aprilie 1941. Cetnicii au fost la început singura mișcare de rezistența recunoscută de guvernul iugoslav în exil și de Aliații occidentali. Partizanii și cetnicii au încercat să coopereze la începutul conflictului, dar s-au despărțit la scurtă vreme. După o serie de negocieri eșuate, liderul cetnicilor, generalul Mihailović și cetnicii au luat poziție împotriva partizanilor comuniști, pe care i-au considerat principalul inamic. După cum aprecia generalul, această poziție era una care apăra interesele maselor populare, prevenind represaliile germane împotriva sârbilor. Această poziție nu a stopat în vreun fel activitățile partizanilor. Primele atacuri ale cetnicilor împotriva comuniștilor a avut loc în noiembrie 1941. În acest timp, cetnicii au început să primească din ce în ce mai multe provizii de la italieni și de la germani, iar cooperarea dintre ocupanți și cetnici a crescut treptat. Ofițerul de legătură al brianicilor cu Mihajlović a sfătuit guvernul de la Londra să oprească aprovizionarea cetnicilor după prima ofensivă împotriva partizanilor iugoslavi, dar sfatul a fost ignorat pentru moment. Din punct de vedere etnic, cetnicii erau în principal sârbi, iar în unele regiuni s-au dedat la violențe împotriva civililor de alte naționalități. Cetnicii sufereau și din cauza rivalității și diviziunilor interne, care au dus la lupte între diferite facțiuni.

## Gherila și războiul civil

### Începuturile rezistenței
Operațiunea Barbarossa, invadarea Uniunii Sovietice de către puterile Axei a început pe 22 iunie 1941. În aceeași zi, partizanii au format primul detașament de partizani la Sisak Partisan, prima unitate militară de rezistență din Europa. Detașamentul a fost format în pădurea Brezovica lângă Sisak, Croația. Crearea acestui detașament a marcat declanșarea rezistenței armate împotriva ocupanților Iugoslaviei.
Mai multe formațiuni armate au fost în vreun fel sau altul împlicate în mișcarea generală de eliberare și confruntările armate cu forțele Axei, care au apărut în diferite zone ale țării. Partidul comunist a luat decizia lansării acțiunilor ofensive anti-Axă pe 4 iulie 1941. Această dată a fost sărbătorită în Iugoslavia comunistă ca „Ziua Luptătorului”. Žikica Jovanović Španac a tras primul cartuș al luptelor pe 7 iulie 1941, care avea să devină ziua națională Republica Socialistă Serbia (stat federal al RSF Iugoslavia).
Pe 10 august 1941, în micul sat de munte Stanulović, luptători de rezistență au format „Carierul General al Detașamentelor de Partizani Kopaonik”. Zona eliberată de partizani, care  acoperea mai multe sate, a fost numită „Republica Minerilor” a rezistat 42 de zile. Ceva mai târziu, acești partizani s-au alăturat în mod oficial formațiunilor de partizani ale comuniștilor. Pe 22 decembrie 1941, partizanii au format „Brigada I proletară de asalt” (1. Proleterska Udarna Brigada) – prima unitate militară regulată, capabilă să execute operațiuni la mare distanță de zonele de origine. 22 decembrie avea să devină „Ziua Armatei Populare Iugoslave”. În 1942, detașamentele de partizani s-au unit în mod oficial în „Armata Populară de Eliberare și Detașamentele din Iugoslavia” (NOV i POJ).
Mișcarea cetnicilor a fost oraganizată după capitularea Armatei Regale Iugoslave de către unii dintre soldații iugoslavi. Această forță s-a organizat în regiunea Ravna Gora din vestul  Serbiei, sub comanda colonelului  Draža Mihailović. Spre deosebire de partizanii comuniști, cetnicii erau aproape în întregime formate din etnici sârbi. Mihailović și-a instruit oamenii să se înarmeze și să aștepte ordinele pentru un atac final. Mihailović a evitat declanșarea unor atacuri directe împotriva forțelor Axei, acțiuni pe care le considera de mică importanță strategică.
Cetnicii s-au bucurat la început de sprijinul Aliaților occidentali până în 1943, la Conferința de la Tehera, în 1942, revista TIME a publicat un articol care lăuda „succesele” cetnicilor, și îl numeau Mihailović „singurul apărător al libertății” în Europa ocupată de naziști. Cetnicii erau lăudați pentru salvarea mai multor piloți americani doborâți deasupra Iugoslaviei. De fapt, partizanii lui Tito duceau lupte foarte dure împotriva germanilor în aceeași perioadă. Pentru prinderea lui Tito și Mihailović, germanii ofereau recompense de 100.000 Reichsmarks. Deși cetnicii rămâneau în mod oficial inamicii de moarte ai germanilor și ustașilor, cetnicii au făcut înțelegeri clandestine cu italienii și alte forțe ocupante sau cu colaboraționiștii.

### Reacția Axei
Partizanii iugoslavi au declanșat campanii de gherilă încununate de succes împotriva forțelor de ocupație ale Axei și a colaboraționiștilor, Administrația Militară Sârbă, Statul Independent al Croației al ustașilor șu a cetnicilor (considerați de asemenea colaboratori ai ocupanților). Succesele lor militare au fost acompaniate de un tot mai consistent sprijin din partea populației civile. Partizanii au reușit să cucerească și controleze teritorii vaste din teritoriul iugoslav. Au fost organizate „Comitete populare” în regiunile eliberate de partizani, care funcționau ca guverne civile. În aceste regiuni au fost organizate producția agricolă și chiar cea industrială în sprijinul locuitorilor și a trupelor de partizani.
La începutul conflictului, partizanii aveau efective relativ reduse, erau slab înarmate și fără infrastructură. Dar ei aveau două avantaje majore împotriva oricărei formațiuni militare sau paramilitare din fosta iugoslavia: primul ar fi acela că în rândul lor lupta un grup de veterani ai războiului civil spaniol, mic, dar foarte experimentat, iar în al doilea rând, avantaj care a devenit evident în special în ultima parte a războiului, mișcarea partizanilor era formată pe baze ideologice, nu pe cel etnice. Spre deosebire de luptătorii din alte formațiuni paramilitare, veteranii Brigăzilor Internaționale cunoșteau tehnicile moderne de luptă, deprinse în Spania. Datorită faptului că partizanii erau uniți de aceeași ideologie, ei așteptau aproape același nivel de sprijin popular în toate colțurile țării, spre deosebire de alte formațiuni paramilitare, care erau limitate în acțiunile lor doar la teritoriile locuite de croați sau sârbi. Această deosebire fundamentală le-a permis partizanilor să-și completeze efectivele cu numeroși recruți din toate colțurile țării.
Puterile Axei erau conștiente de amenințarea reprezentată de partizani. Axa a încercat să distrugă partizanii în cadrul mai multor ofensive minore, dar și în cadrul a celor șapte ofensive majore. Aceste ofensive erau duse de forțele combinate a Wehrmacht-ului și SS-ului germane, trupelor italiene, cetnicilor, bulgare, maghiare, ale statelor-marionetă croat și sârb.
În cadrul acestor eforturi au existat două ofensive foarte mari: Fall Weiss (Planul Alb) și Fall Schwarz (Planul Negru), cunoscute și ca ofensiva a patra (bătălia de pe Neretva) și a 5-a (bătălia de pe Sutjeska).

##### Cele șapte ofensive majore împotriva partizanilor
Istoricii iugoslavi au clasificat operațiunile antipartizani astfel: 
- Prima ofensivă împotriva partizanilor iugoslavi a fost atacul forțelor Axei declanat în toamna anului 1941 împotriva „Republica de la Užice”, un teritoriu elibereat de partizani în vestul Serbiei. În noiembrie 1941, trupele germane au reocupat teritoriul. Majoritatea forțelor partizanilor au reușit să scape în Bosnia. În timpul acestei ofensive, slaba colaborare dintre partizani și regaliști a fost definitiv zdruncinată și s-a transformat în ostilitate.
- A doua ofensivă împotriva partizanilor iugoslavi, atacul forțelor Axei a fost declanșat în ianuarie 1942 împotriva partizanilor din estul Bosniei. Partizanii au reușit pentru a doua oară să evite încercuirea și s-au retras peste muntele Igman de lângă Sarajevo.
- A treia ofensivă împotriva partizanilor iugoslavi, a fost un nou atac împotriva partizanilor din estul Bosniei, din Muntenegru, Sandžak și Herțegovina, care a avut loc în primăvara anului 1942. A fost numită de germani Operațiunea TRIO. Încă o dată, partizanii au reușit să scape de distrugere. Unele surse consideră că și Bătălia de la Kozara din toamna anului 1942 face parte din această ofensivă.
- A patra ofensivă împotriva partizanilor iugoslavi sau „Bătălia de pe Neretva”  sau „Fall Weiss”,  a fost o operațiune de amploare, care a avut loc în perioada ianuarie – aprilie 1943 și s-a întins între vestul Bosniei și nordul Herțegovinei și a culminat cu retragerea partizanilor peste râul Neretva.
- A cincea ofensivă împotriva partizanilor iugoslavi sau „Bătălia de pe Sutjeska” sau „Fall Schwartz”  a urmat imediat celei de-a patra ofensive și a dus la completa încercuire a partizanilor din sud-vestul Bosniei și nordul Muntenegrului în iunie 1943.
- A șasea ofensivă împotriva partizanilor iugoslavi a fost o serie de operațiuni îndeplinite de Wehrmacht și aliații lor ustași după capitularea Italiei în încercarea de securizare a litoralului adriatic. S-a desfășurat în perioada toamnă 1943 – primăvara 1944.
- A șaptea ofensivă împotriva partizanilor iugoslavi a fost atacul final german în vestul Bosniei în primăvara anului 1944, care includea „Operațiunea Rösselsprung”, o tentativă de eliminare fizică a lui Josip Broz Tito personal și de anihilarea a conducerii mișcării de partizani.

### Modificarea sprijinului Aliat
Vedeți și: Conferința de la Teheran 
În timpul desfășurării conflictului, partizanii au reușit să câștige sprijinul moral și material (limitat) al Aliaților occidentali, care până atunci îi sprijiniseră necondiționat pe generalul Draža Mihailović și cetnicii săi. Treptat, Aliații au ajuns la concluzia că cetnicii sunt mai interesați să lupte împotriva partizanilor decât a invadatorilor străini, ba mai mult, că au început să colaboreze cu germanii și italienii. Această convingere a fost formată cu ajutorul informațiilor oferite de ofițerii de legătură trimiși în misiune în cele două tabere – a partizanilor și a cetnicilor.
Informațiile obținute de ofițerii de legătură și informatorii din ambele tabere (partizani și cetnci) au fost de primă importanță pentru succesul misiunilor de aprovizioanare și au fost cele care au influențat strategia Aliaților în Iugoslavia. Informațiile obținute au dus în cele din urmă la abandonarea cetnicilor și direcționarea întregului ajutor aliat exclusiv spre partizanii lui Tito. În 1942, deși aprovizionarea opoziției armate din Iugoslavia era limitată, cantitatea de provizii trimise celor două părți (cetnicii și partizanii titoiști) erau egale. În anul următor s-a produs o schimbare. Germanii au declanșat Operațiunea „Schwarz” (bătălia de pe Sutjeska, a cincea ofensivă împotriva partizanilor iugoslavi), una dintre cele șapte atacuri antipartizani menite să elimine rezisența armată împotriva Axei. Acesta a fost și momentul în care trimisul britanic F.W.D. Deakin a sosit în Iugoslavia cu misiune a de aduna informații.
Raportul lui Deakin conține două observații principale. Prima era aceea că partizanii fuseseră curajoși și agresivi în lupta cu lupta cu diviziile de vânătorii de munte și infanteriștii germani, au suferit pierderi importante și au nevoie rapidă de ajutor. A doua observație a fost aceea că întreaga divizie de vânători de munte germani a fost transferată de pe frontul de răsărit și că au fost transportată pe calea ferată prin teritoriile controlate de cetnci. Descifrarea (ULTRA) a mesajelor germanilor confirma „timiditatea” cetnicilor. Deși, până în zilele  noastre, numeroase fapte, motivații și condiții locale au rămas neclare, rapoartele serviciilor de informații au dus la o creștere a interesului Aliaților pentru situația din Iugoslavia și schimbarea politicii față de această regiune, inclusiv din punct de vedere al operațiunilor aeriene. În septembrie 1943, la cererea lui Churchill, generalul de brigadă Fitzroy Maclean a fost parașutat la cartierul general al lui Tito de lângă Drvar pentru a deschide un birou de legătură permanent și oficial cu partizanii. În vreme ce luptătorii regaliști – cetnicii – mai erau aprovizionați sporadic, partizanii au primit cea mai mare parte a ajutorului aliaților.
Mai mult, după încheiera lucrărilor Conferinței de la Teheran, partizanii au obținut recunoașterea oficială din partea Aliaților ca „forță legitimă de eliberare națională”. La sugestia generalului Maclean, RAF a primit sarcinile aprovizionării pe calea aerului a partizanilor și a sprijinirii lor din punct de vedere tactic.
În ianuarie 1944, forțele lui Tito au atacat fără succes Banja Luka. Dar, în timp ce forțele lui Tito se retrăgeau, cele ale lui Mihajlović se remarcau prin lipsa de activitate. Această situație a fost remarcată de altfel și de presa vremii. Pe 16 iunie 1944 a fost semnat acordul Tito-Šubašić dintre partizani și guvernul iugoslav în exil al regelui Petru al II-lea. Acest acord a fost o încercare de formare a unui nou guvern iugoslav, care să includă atât miniștri comuniști cât și miniștri regaliști. Acordul făcea un apel la unificarea „Comitetului antifascist pentru eliberarea națională a Iugoslaviei” (Antifašističko V(ij)eće Narodnog Oslobođenja Jugoslavije, AVNOJ) și a guvernului în exil. Acordul făcea un apel și către sloveni, croați și sârbi să se alăture partizanillor. Partizanii au primit din partea guvernului regal recunoașterea ca forță armată regulată. Mihajlović și majoritatea cetnicilor au refuzat să se alăture partizanilor comuniști.
Între 30 martie și 8 aprilie 1945, cetnicii lui Mihailović au încercat organizarea unei ultime operațiuni care să le refacă statutul de forță credibilă de luptă împotriva Axei. Cetnicii au declanșat un atac împotriva unei forțe combinate a ustașilor și a Gărzii teritoriale croate. Lupta a fost dată în apropiera de Banja Luka, care aparținea în acele timpuri din punct de vedere oficial Statului Independent Croat. Bătălia s-a încheiat cu victoria forțelor croate.

#### Hotărârea lui Churchill de a-l sprijini pe Tito
Tito și Mihailović aplicau două politici diferite. În timp ce Tito aplica instrucțiunile Cominternului: lupte neîncetată, pretundindeni și cu orice preț, fără să țină seama de pierderile umane, materiale și de posibilitatea represaliilor germane, Mihailović aplica o politică de temporizare. Eficacitatea luptei partizanilor a fost foarte ridicată, Axa fiind obligară să pătreze în Iugoslavia efective de aproximativ 15 divizii. Rezultatele luptei împotriva Axei ar fi fost mai scăzute, dar și pierderile lor mai mici, dacă partizanii ar fi aplicat tacticile lui Mihailović: să supraviețuiască și să reziste până în Ziua Z a insurecției naționale. Acestea erau de fapt instrucțiunile pe care le transmiseră Comandamentul Britanic și guvernul iugoslav în exil.
Începând cu 22 februarie 1944, Churchill a luat hotărârea să-l sprijine exclusiv pe Tito. Se poate pune întrebarea de ce premierul britanic a luat hotărârea să nu-l mai sprijine pe Mihailović, de timp ce era în favoarea menținerii sistemului monarhic în Iugoslavia? Se pare că Churchill era ghidat numai de rațiuni militare, nu și de cele politice. În iulie 1943, premierul britanic l-a însărciant pe generalul Fitzroy Maclean cu o misiune pe lângă Tito, spunându-i: „Atâta vreme cât civilizația occidentală se află sub amenințarea nazistă, nu ne putem permite să lăsăm considerațiile de ordin politic, pe termen lung, să ne îndepărteze atenția de la obiectivul imediat. Sarcina dumneavoastră constă deci, pur și simplu, în a informa guvernul cae sunt acei oameni, în Iugoslavia, care ucid mai mulți germani, și a indica prin ce mijloace i-am putea ajuta să ucidă și mai mulți. Considerațiile de ordin politic nu trebuie aibă decât un rol secundar!”
Schimbarea sprijinului britanic trebuie privită în cadrul următoarei cronologii:
1. la sfârșitul lunii iulie 1943 are loc prăbușirea regimului lui Benito Mussolini, urmat în septembrie de armistițiul cu Italia;
2. în această perioadă are loc misiunea generalului Maclean;
3. în luna august a aceluiași an, Churchill a aprobat fără tragere de inimă la Conferința de la Quebec declanșarea în luna mai 1944 a Operațiunii Overlord. Premierul britanic era în continuare în favoarea unei strategii periferice (atacuri în Italia și Balcani);
4. după Conferința de la Teheran (28 noiembrie - 1 decembrie 1943), s-a pus foarte pregnant problema sprijinirii ofensivei Aliate din Italia, blocate de germani la Monte Cassino.
5. Churchill a hotărât pe 22 decembrie 1943 sprijinirea în exclusivitate a partizanilor lui Tito.

Această ultimă decizie, care reprezintă o schimbare a politicii britanice față de mișcările europene de rezistență, a fost luată în mod evident în favoarea așa-numitei „strategii periferice”. În mod foarte clar, această decizie a reprezentat de asemenea ilustrarea schimbarea interesului premierului britanic pentru viitorul politic al Iugoslaviei.
De altfel, după întoarcerea de la Conferința de la Teheran, Churchill îi răspunde lui Maclean, care îi prezentase o serie de obiecțiuni cu privire la redirecționarea sprijinului britanic: „... Deci, cu cât ne vom preocupa mai puțin, și dumneavoastră și eu, de forma de guvernământ pe care o vor stabili iugoslavii, cu atât mai bine. Ceea ce ne interesează este să știm care sunt cei care provoacă mai multe pierderi germanilor”.

### Ofensiva Aliaților în Balcani
până pe 1 decembrie 1943
     până pe 30 aprilie 1944
      până pe 19 august 1944
      până pe 31 decembrie 1944

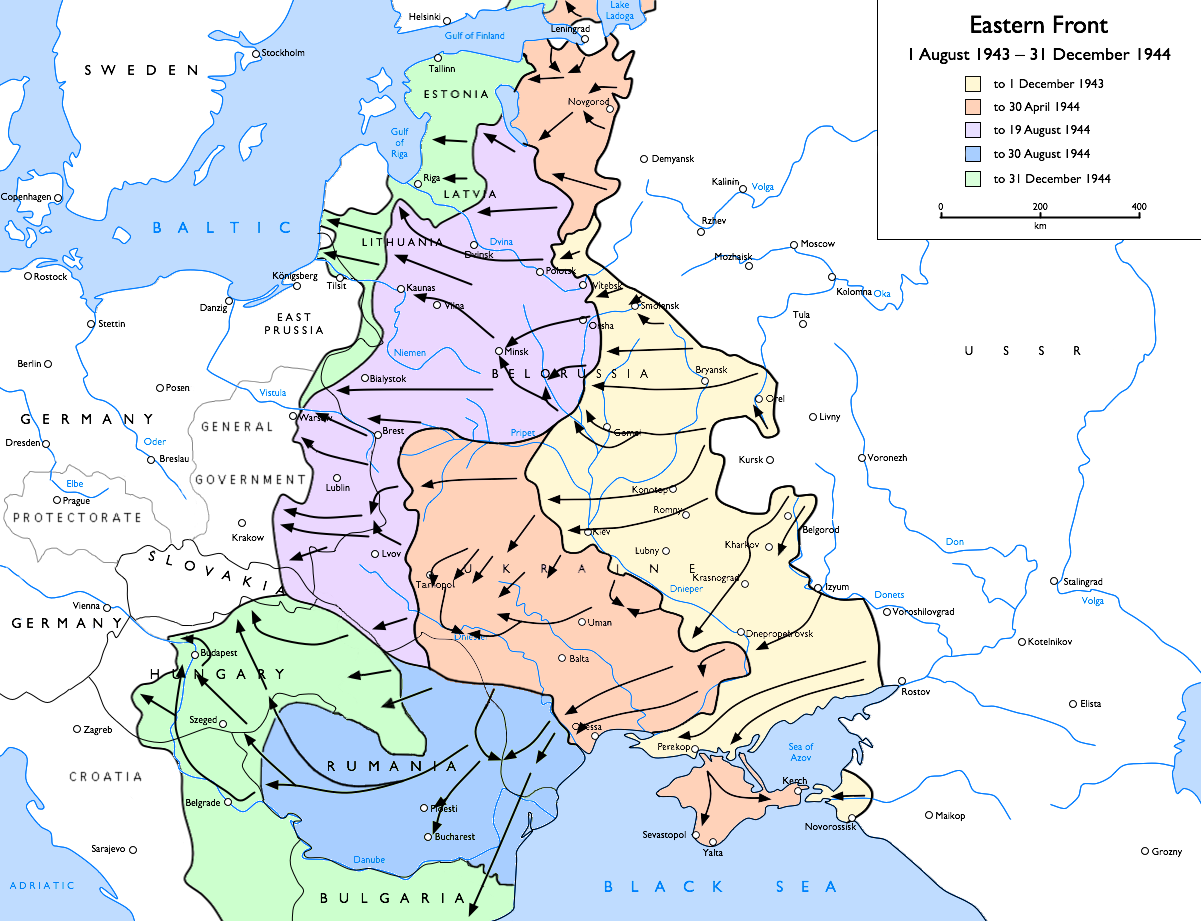
Inaintarea Armatei Roșii sovietice între 1 august 1943 și 31 decembrie 1944
până pe 1 decembrie 1943
până pe 30 aprilie 1944
până pe 19 august 1944
până pe 31 decembrie 1944

Pe 23 august 1944, regele Mihai I a scos România din război, iar armata română a ajuns să fie plasată sub comanda Armatei Roșii. Forțele române au continuat războiul împotriva Germaniei Naziste și a participat la luptele pentru eliberarea Transilvaniei de nord-vest, Ungariei și a Cehoslovaciei de răsărit (Ofensiva Praga). Bulgaria a urmat o traiectorie asemănătoare și, pe 10 septembrie a declarat război Germaniei. Puținele forțe germane trimise să zdrobească armata bulgară au fost rapid înfrânte și alungate din țară.  În Macedonia, trupele bulgare, încercuite de forțele germane și abandonate de comandanții de cel mai înalt rang, au fost nevoite să-și croiască drumul prin luptă spre granițele interbelice ale țării. Trei armate bulgare, aproximativ 455.000 de luptători, au intrat în Iugoslavia la sfârșitul lunii septembrie 1944 cu acordo lui Tito. Bulgarii s-au deplasat de la Sofia la Niš și Skopje, cu sarcina strategică a blocării retragerii forțelor germane care se retrăgeau din Grecia. Sudul și estul Serbiei și Macedonia au fost eliberate în decurs de două luni și Armata I bulgară (130.000 de oameni) a continuat luptele cu germanii și aliații lor în Ungaria.
Beneficiind atât de sprijinul Aliaților occidentali și de sprijinul terestru al Armatei Roșii, partizanii și-au îndreptat atenția spre statul marionetă sârb – Administrația Militară Sârbă. Regiunea acestui stat marionetă avusese parte de puține lupte de la căderea așa-numitei „Republici de la Užice” din 1941 (Vedeți și: Prima ofensivă împotriva partizanilor iugoslavi). Pe 20 octombrie 1944, partizanii și sovieticii au eliberat Berlgradul într-o operație comună. La venirea iernii, partizanii controlau practic întraga parte răsăriteană a Iugoslaviei – Serbia, Macedonia iugoslavă, Muntenegrul și o parte a coastei Dalmației. Wehrmachtul și ustașii au creat o linie fortificată în Srem care a rezistat de-a lungul întregii ierni 1944-1945. Pentru a creștere efectivele partizanilor, Tito a proclamat o amnistie generală pentru toți membrii forțelor colaboraționiste, care treceau de partea comuniștilor până pe 3 decembrie 1944.

### Ofensiva generală a partizanilor
Pe 20 martie 1945, partizanii au lansat o ofensivă generală în sectorul Mostar-Višegrad-Drina. În condițiile în care partizanii controlau deja părți importante din regiunile rurale din Bosnia, Croația și Slovenia, partizanii au lansat o ofensivă generală pentru legarea acestor teritorii și cucerirea orașelor principale și drumuri. Pentru ofensiva generală, mareșalul Josip Broz Tito comanda o armată de aproximativ 800.000 de oameni, organizați în patru armate. În plus, partizanii mai aveau și opt corpuri independente de armată.
Împotriva partizanilor iugoslavi lupta „Heeresgruppe E” (Grupul de Armată E) condus de generalul Alexander Löhr. Acest grup de armată era format și șapte corpuri de armată, din care unul de vânători de munte și unul de cazaci. Aceste corpuri erau compuse din 17 divizii cu efectivele incomplete (printre care trei de cazaci, două croate, una ruteană și una SS). În plus, grupul mai dispunea de sprijinul mai multor nave militare, aflate însă sub atacul neîntrerupt al RAF, a forțelor polițienești puternice care asigurau securitatea spatelui frontului și a resturilor a vreo 20 de divizii crotate și sârbe. În rândul luptătorilor croați erau înrolați ustași și soldați ai Gărzii Teritoriale Croate. Printre sârbii care luptau de partea germanilor se aflau militarii Gărzii Teritoriale Sârbe și ai Corpului Voluntarilor din Administrația Militară a Serbiei (Serbia lui Nedić). Alături de germani mai luptau și sloveni ai Gărzii Teritoriale (Slovensko domobranstvo, SD), cu efectivele complete.
Partizanii au eliberat Bihaćiul în prima zi a ofensivei lor generale. Armata a 4-a de sub comanda lui Petar Drapšin, a străpuns liniile defensive ale corpului al 15-lea de cavalerie cazacă. Până pe 20 aprilie, Drapšin au eliberat Lika și litoralul Croației, plus insulele adriatice, și a atins vechea frontieră interbelică iugoslavo-italiană. După ce pe 1 mai au ocupat Rijeka și Istria înfrângându-i pe germani, Armata a 4-a iugoslavă a ocupat orașul Trieste cu doar o zi mai înainte de sosirea Aliaților occidentali.
Armata a 2-a iugoslavă comandată de Koča Popović a treversat râul Bosna pe 5 aprilie, a cucerit Doboj și a ajuns la râul Una. Pe 8 august, armata a 2-a iugoslavă și elemente ale armatei întâia au cucerit Zagrebul. Pe 6 aprilie, trei corpuri de partizani au eliberat Sarajevo de sub stăpânirea germanilor.
Pe 12 aprilie, armata a 3-a iugoslavă de sub comanda lui Kosta Nađ a treversat râul Drava. Această armată s-a abătur spre Podravina, au ajuns la nord de Zagreb și a la vechea graniță austriacă, pe care a traversat-o în sectorul Dravograd. Aramata a 3-a închis încercuirea forțelor inamice, când formațiunile sale motorizate au făcut joncțiunea cu detașamentele Armatei a 4-a în Carintia.
Pe 12 aprilie, armata întâia iugoslavă a spart frontul german în Srem. Până pe 22 aprilie, armata întâia iugoslavă a distrus liniile fortificate inamice și a înaintat spre Zagreb. După eliberarea Zagrebului alături de armata a 2-a iugoslavă, ambele armate au continuat înaintarea în Slovenia.

### Operațiunile finale
Pe 2 mai, Berlinul, capitala Germaniei a fost cucerită. Pe 7 mai 1945, germanii au capitulat necondiționat și războiul s-a încheiat oficial în Europa. Italia încetase războiul cu Aliații încă din 1943, bulgarii în 1944, iar ungurii la începutul lui 1945. În ciuda capitulării germane, în Iugoslavia au mai avut loc lupte sporadice. Pe 9 mai, orașele Maribor și Ljubljana au fost ocupate de partizani, iar generalul Alexander Löhr, comandantul „Grupului de armată E” a fost silit să semneze în aceeași zi capitularea forțelor de sub comanda lui la Topolšica, lângă Velenje, Slovenia. Lupta împotriva partizanilor iugoslavi a fost continuată numai de forțele colaboraționiste.
În prima jumătate a lunii mai, partizanii iugosalavi au continuat să întâmpine rezistență din partea ustașilor, domobrancilor și a altor forțe colaboraționiste din Croația și Slovenia. Bătălia de la Poljana, ultima luptă a celui de-al doilea război mondial, s-a dat în zilele de 14 – 15 mai 1945, lângă Prevalje, Slovenia. Această luptă a fost purtată de partizanii iugoslavi împotriva unui grupări masive și eterogene de peste 30.000 de oameni – germani, ustași și colaboraționiști sloveni – care încercau să se retragă în Austria.

### Urmări

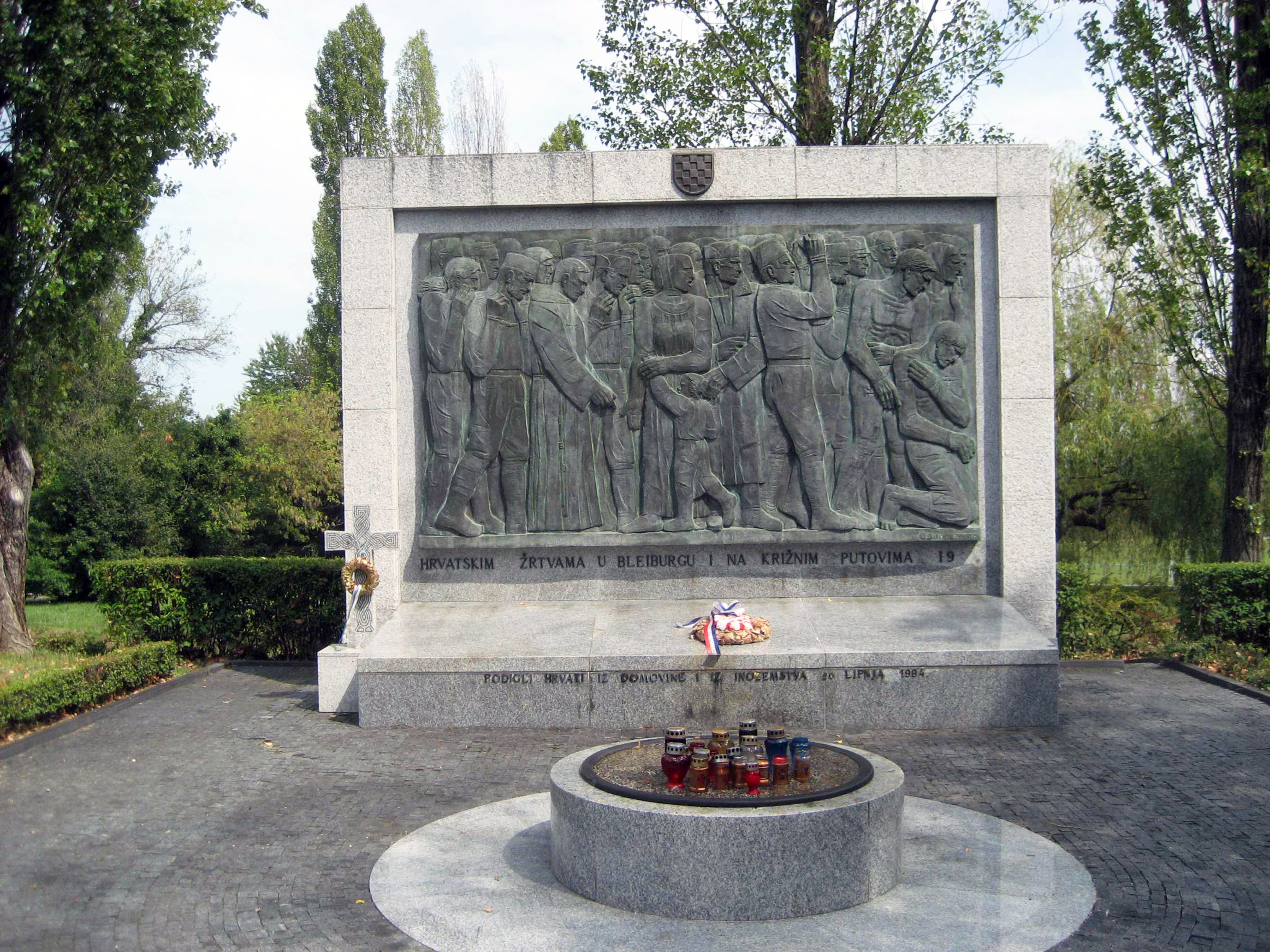
Monumentul soldaților Gărzii teritoriale croate din cimitirul Mirogoj, Zagreb

La începutul lunii mai 1945, resturile Gărzii de Stat Sârbe, Corpului Voluntarilor Sârbi, Gărzii Teritoriale Croate, ustașilor și ale Corpului al XV-lea de cavalerie cazacă s-au predat forțelor britanice. Pe 5 mai, în orașul Palmanova (50 km nord-vest de Trieste), între 2.400 și 2.800 de membri Corpului Voluntarilor Sârbi s-au predat britanicilor, iar pe 12 mai, cam 2.500 de noi membri ai aceluiași corp s-au predat britanicilor la Unterbergen pe râul Drava.
Pe 11 și 12 mai, trupele britanice din Klagenfurt, Austria, au fost hărțuite de forțele partizanilor, ale căror rânduri se îngroșau treptat. La Belgrad, ambasadorul britanic pe lângă guvernul iugoslav de coaliție i-a înmânat lui Tito o notă prin care îi cerea retragerea trupelor iugoslave din Austria. Pe 15 mai, Tito a plasat forțele partizanilor din Austria sub controlul Aliaților. Câteva zile mai târziu, Tito a fost de acord să-și retragă trupele din Austria. Pe 20 mai, iugoslavii au început să se retragă trupele.
În jurul datei de 1 iunie, cei mai mulți dintre membrii Gărzii statului sârb, Corpului voluntarilor sârbi, Gărzii teritoriale croate, ustașilor, corpului al 15-lea cazac, care se predaseră britanicilor, au fost trecuți în custodia guvernului iugoslav printr-o acțiune care este denumită de unele surse ca Operațiunea Keelhaul. Partizanii au trecut la represalii de masă împotriva foștilor lor inamici, acum prizonieri de război (Vezi și: Masacrul de la Bleiburg). Pe 8 iunie, Statele Unite, Regatul Unit și Iugoslavia au ajuns la un acord cu privire la controlul orașului Trieste.
Pe 8 martie 1945, la Belgrad s-a format o coaliție de guvernare, cu Tito premier și Ivan Šubašić ministru de externe. Regele Petru al II-lea a fost de acord să aștepte în exil rezultatul unui referendum în timpul căruia populația iugoslavă să se pronunțe asupra viitorului monarhiei. Pe 29 noiembrie, Adunarea Constituantă Iugoslavă l-a detronat pe rege în conformitate cu rezultatele referendumului. În aceeași zi a fost, în timpul primei ședințe a noului parlament a fost proclamată  Republica Populară Federală Iugoslavia. Josip Broz Tito a fost numit prim-ministru al noului stat socialist.
Pe 13 martie 1946, Mihailović a fost capturat de agenții Odsjek Zaštite Naroda – Departamentul Securității Naționale. De pe 10 iunie până pe 15 iulie, Mihailović a fost judecat pentru înaltă trădare și crime de război. La sfârșitul procesului, Mihailović a fost găsit vinovat de toate capetele de acuzare și condamnat la moarte prin împușcare. Pe 16 iulie, cererea de grațiere a fost respinsă de Prezidul Adunării Naționale. În dimineața zilei următoare,Mihailović, și alți nouă foști lideri cetnici, a fost executat la Lisičiji Potok, la aproximativ 200 m de fostul palat regal și îngropat într-un mormânt nemarcat din aceeași zonă. Această execuție a încheiat practic războiul civil dintre facțiunile iugoslave.

## Victime de război

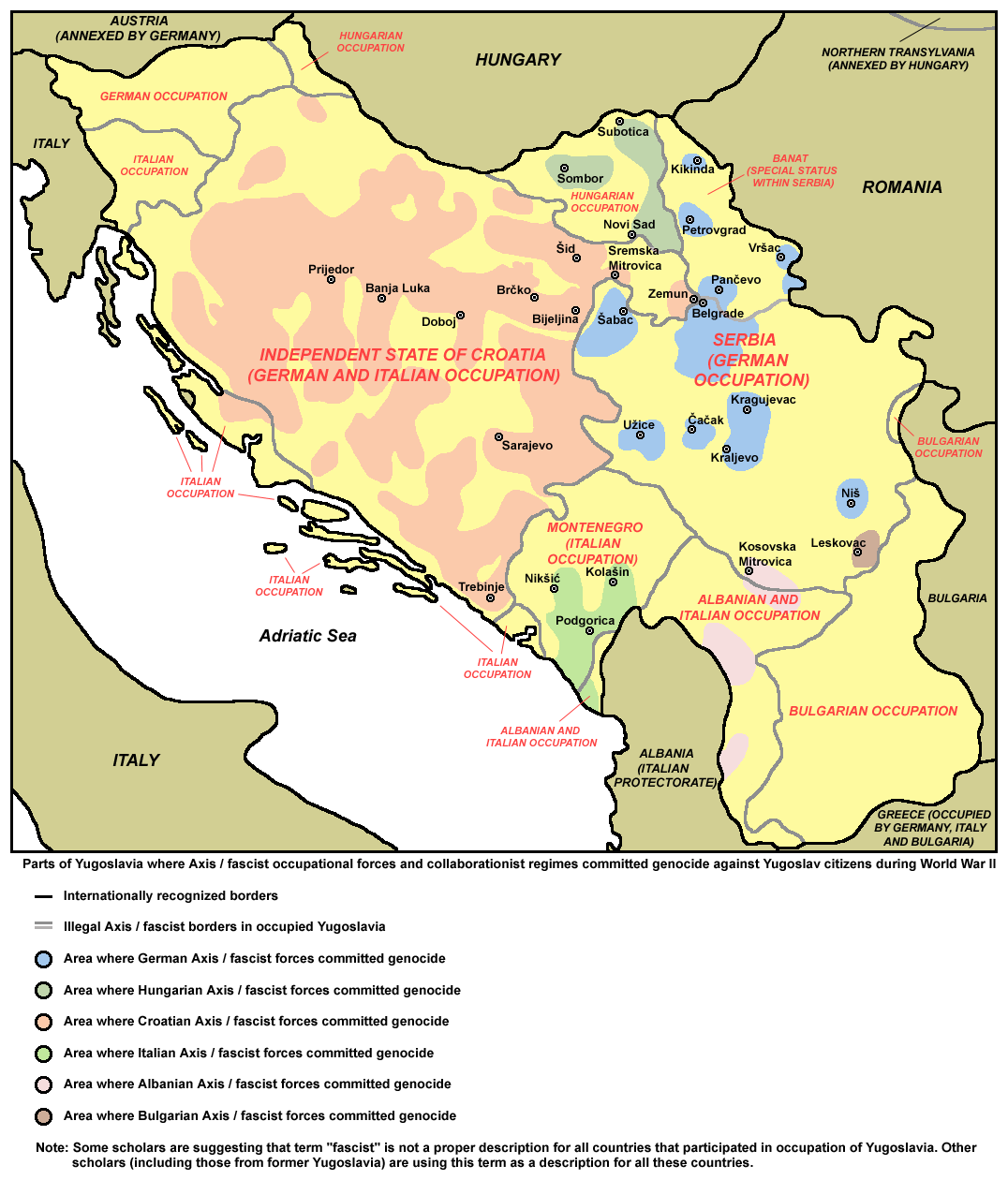

Estimările oficiale postbelice ale victimelor din Iugoslavia în timpul celui de-al doilea război mondial au indicat o cifră de 1.700.000. Totuși, această cifră a fost considerată mai târziu exagerată în mod deliberat pentru a crește reparațiile de război pe care trebuia să le plătească Germania. Germania a refuzat să plătească despăgubiri până când nu era oferită și o listă a numelor victimelor. O investigație ulterioară a oferit un număr de numai 600.000 de victime, identificate prin nume.  In deniul al șaptelea, cercetările separate ale istoricilor Vladimir Žerjavić (croat) și Bogoljub Kočović (sârb) au avut un rezultat apropiat de aproape un milion de victime.
Acest ultim rezultat a fost confirmat de profesorul Vladeta Vučković, autorul documentului oficial din 1946. Vučković a admis că a calcultat piederile demografice de 1.700.000 oameni, incluzând numărul celor care au pierit de foame sau boli, cifra această fiind adoptată de delegația iugoslavă la conferința de pace de la Paris. Calculele lui Žerjavić și Kočović privesc doar pe cei căzuți în timpul luptelor războiului mondial și această din urmă rezultat a fost acceptat de autoritățile americane.
Și alte surse au confirmat aceste cifre. Astfel, istoricii au afirmat că cifrele recensământului iugoslav din 1948 au fost ținute secrete, dar rezultatele lui duceau la concluzia că 1.000.000 de morți ar reprezenta o cifră realistă. Un studiu american din 1954 a calculat un total de 1.067.000 de morți. După moartea lui Tito din 1980, rezultatele recensământului din 1948 au putut fi publicate, putându-se face comparații cu recensământul din 1931. Profesorul sârb Kočović, care trăia în exil în occident, și-a publicat rezultatele cercetărilor în 1985. El a ajuns la o cifră de 1.014.000 morți. Mai târziu în același an, la una dintre conferințele Academiei Sârbe s-a ajuns la concluzia că o cifră de 1.100.000 de morți este corectă. În 1989, istoricul croat Vladimir Zerjavic, cu ajutorul comunității evreiești din Zagreb, a calculat pierderile iugoslave la aproximativ 1.027.000 de persoane. Astfel, o cifră de un milion de morți iugoslavi poate fi acceptată fără probleme.
| Nationalitate | 1946      | Kočović   | Žerjavić  | După nume |
| ------------- | --------- | --------- | --------- | --------- |
| Albanezi      | 4.000     | -         | -         | -         |
| Bosnieci      | 100.000   | 86.000    | 103.000   | 32.300    |
| Croați        | 410.000   | 207.000   | 210.000   | 103.257   |
| Germani       | -         | 26.000    | 28.000    | -         |
| Unguri        | 3.000     | -         | -         | -         |
| Evrei         | 60.000    | 60.000    | 57.000    | 45.000    |
| Macedoneni    | 35.000    | -         | -         | -         |
| Muntenegreni  | 50.000    | 50.000    | 20.000    | 16.276    |
| Slovaci       | 1.000     | -         | -         | -         |
| Sloveni       | 60.000    | 32.000    | 42.000    | 42.027    |
| Sârbi         | 880.000   | 487.000   | 530.000   | 246.740   |
| Turci         | 686       | -         | -         | -         |
| Alții         | -         | 66.000    | 55.000    | 31.723    |
| TOTAL         | 1.703.686 | 1.014.000 | 1.027.000 | 597.323   |

- Numărul de victime după calitatea de membru al unităților federale ale RSF Iugoslaviei:

| Republica             | 1946    |
| --------------------- | ------- |
| Bosnia și Herțegovina | 690.000 |
| Croația               | 630.000 |
| Kosovo                | 14.000  |
| Macedonia             | 40.000  |
| Montenegru            | 50.000  |
| Slovenia              | 60.000  |
| Serbia                | 170.000 |
| Voivodina             | 40.000  |

## Vezi și
- Nevena Georgieva